# Lebiasina intermedia
Lebiasina intermedia är en fiskart som beskrevs av Meinken, 1936. Lebiasina intermedia ingår i släktet Lebiasina och familjen Lebiasinidae. Inga underarter finns listade i Catalogue of Life.